# Марин Любичич (футболіст, 2002)
Марин Любичич (хорв. Marin Ljubičić, нар. 28 лютого 2002, Спліт, Хорватія) — хорватський футболіст, нападник німецького клубу «Уніон» (Берлін).

## Ігрова кар'єра

### Клубна
Марин Любичич народився у Спліті і є вихованцем місцевого клубу «Хайдук». З середини сезону 2020/21 молодого нападника почали халучати до тренувань першої команди. 2 березня 2021 року Любичич зіграв першу гру в основі «Хайдука» у кубковому матчі проти «Загреба». А 20 березня Любичич дебютував за команду у матчі чемпіонату країни. Тоді ж у березні нападник підписав з клубом контракт до 2026 року.
У липні 2022 року Любичич відправився в Австрію, де на правах оренди приєднався до клубу ЛАСК. А вже у березні 2023 року футболіст підписав з клубом контракт на постійній основі. В сезоні 2023/24 у складі ЛАСКа Марин виступав у груповому етапі Ліги конференцій, де відзначився забитим голом.
2 лютого 2025 року перейшов у берлінський «Уніон».

### Збірна
З 2021 року Марин Любичич виступає за молодіжну збірну Хорватії.

## Титули
Хайдук
 Переможець Кубка Хорватії: 2021/22